# Ян Чечот
Ян Чечот (пол. Jan Antoni Czeczot; 24 червня 1797, Малюшичі — 23 серпня 1847, Друскінінкай) — польський і білоруський поет і фолькорист родом з Білорусі; приятель Адама Міцкевича. Співзасновник студентського товариства фільоматів, Збирав білоруські і українські народні пісні, які видав у 6 книгах (1837—1846), близько 100 українських пісень в книзі «Piosenki wieśniacze z nad Niemna, Dniepra і Dniestra» (1845).
Поет зібрав близько тисячі автентичних білоруських народних пісень та опублікував їх у шести збірниках «Селянські пісні …» у перекладі на польську мову, восьму частину яких видав у білоруському оригіналі. Перейдіть до розділу «# Фольклор» У своїй передмові до «Селянських пісень з-над Неману і Двіни» 1846 року він зробив нарис про граматичні особливості білоруської мови і вперше порушив питання про принципи майбутнього «криворізького» правопису. Перейдіть до розділу «# Мовна діяльність» У своїй баладній роботі Ян Чачот зобразив дванадцять легенд та народних переказів, а також десять мотивів з народних вірувань та звичаїв. Перейдіть до розділу «# Балади» Пізніше збирачі народного мистецтва (А. Кіркор, І. Насович, П. Шейн) у своїх колекціях, що активно публікуються, записані Яном Чачотом фольклорним матеріалом, при цьому не завжди вказуючи джерело цих текстів.
На думку польських та білоруських дослідників, його старанна робота зі збору білоруського фольклору та спроби нормалізації білоруської граматики — це світанок білоруського національно-культурного відродження. У переважній більшості випадків поет називає білоруську мову «слов'яно-криворізькою мовою» або «криворізьким діалектом». Вживання термінів «Біла Русь» та «співаємо по-російськи» Яна Чачота помітив білоруський мовознавець Лев Цвятков.
Вірші поета активно покладали на музику його сучасники Станіслав Монюшко: композитор написав 22 пісні на оригінальні тексти та переклади усної поезії Яна Чачота більше, ніж на слова будь-якого іншого автора.